# Ifö Sanitär
Ifö er en af nordens største producenter indenfor VVS-produkter til badeværelse og køkken.
Virksomhedens to hovedfabrikker ligger i Bromölla og Mörrum. I Bromölla bliver en stor del af porcelænsdelene lavet, herunder toiletkummer og håndvaske. I Mörrum laves badekar, brusekabiner og bruservægge samt forskellige produkter af rustfrit stål.
Firmaet er en del af Geberit Group, der med sine 35 og årlige omsætning på 2,6 mia. CHF, er den førende aktør på markedet inden for sanitetsprodukter i Europa.

## Historie
- 1887 Brydning af kalk og kaolinit på Ivö begynder
- 1936 Produktion af toiletsæder startes
- 1967 Ifö bliver et helejet datterselskab af Skånske Cement, senere Euroc Group.
- 1969 Mörrum Konstruktion overtages med produktion af komponenter i rustfrit stål
- 1976 Ifö reorganiseres, så Bromöllafabrikken fik navnet Ifö Sanitär, mens Mörrumfabrikken fik navnet Ifö Kampri.
- 1981 Hele virksomheden samles under Ifö Sanitär, så de to fusionerede selskaber bliver til et.
- 1982 Ifö opkøbes af den finske koncern Wärtsilä.
- 1990 Wärtsilä Corporation overfører sine aktiviteter indefor sanitetsområdet til datterselskabet Sanitec.
- 1999 Sanitec børsintroduceres i Helsinki
- 2005 Den svenske kapitalfond EQT Partners erhverver aktiemajoriteten i Sanitec.
- 2015 Den schweiziske koncern Geberit opkøber Ifö Sanitärs ejere Sanitec.